# Bevölkerungsaustausch zwischen Griechenland und der Türkei

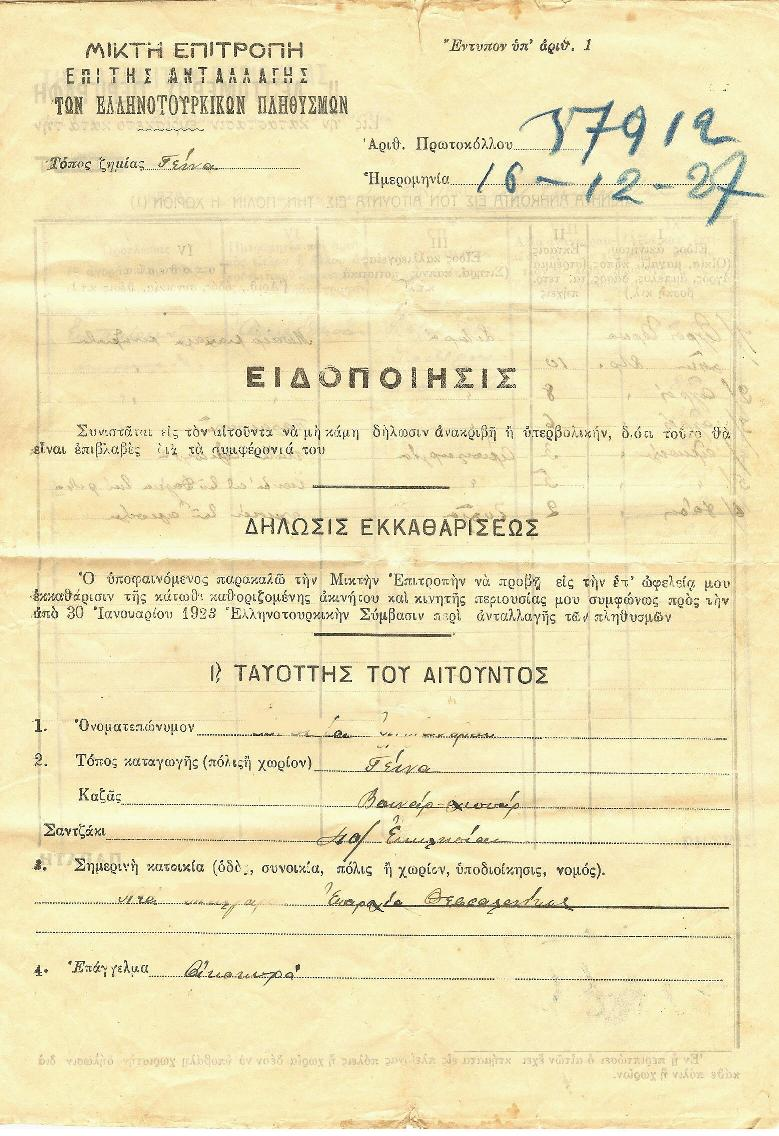
Eigentumserklärung bei der Umsiedlung von Griechen aus Yena (Kaynarca) nach Thessaloniki (16. Dezember 1927)

Der sogenannte Bevölkerungsaustausch zwischen Griechenland und der Türkei (griechisch Ἡ Ἀνταλλαγή I Antallagí, osmanisch مبادله Mübâdele) war eine Zwangsumsiedlung, die nach dem Ersten Weltkrieg und dem folgenden Griechisch-Türkischen Krieg vertraglich vereinbart wurde. Diese Zwangsumsiedlung betraf alle griechisch-orthodoxen Staatsangehörigen des Osmanischen Reiches, die im Gebiet der heutigen Türkei (damals noch ohne Provinz Hatay) lebten, sowie alle muslimischen Staatsangehörigen Griechenlands (damals noch ohne den Dodekanes). Die Betroffenen erhielten die Staatsangehörigkeit des Aufnahmelandes. Bleiben und ihre Staatsangehörigkeit behalten durften die in Istanbul und auf den Dardanellen-Inseln Imbros (türkisch: Gökçeada) und Tenedos (türkisch: Bozcaada) lebenden Griechen sowie die im griechischen Teil Thrakiens lebenden Westthrakientürken. Sowohl die Regierung der Großen Nationalversammlung der Türkei als auch die griechische Regierung befürworteten diese Zwangsumsiedlung.
Ausschlaggebendes Kriterium für die Zwangsumsiedlung war nicht die Sprache der betroffenen Personen, sondern ihre Staatsangehörigkeit und die Glaubensgemeinschaft, der sie angehörten. Der Bevölkerungsaustausch führte zum Ende der seit der Antike existierenden griechischen Gemeinschaft in Anatolien sowie zum Ende der seit fast 500 Jahren bestehenden muslimischen Gemeinden in Griechenland. Aus beiden Staaten wurde somit eine religiöse Gruppe, die durch das Ende des Osmanischen Reiches zur Minderheit in dem jeweiligen Nationalstaat geworden war, ausgewiesen, während gleichzeitig Menschen, die man als Angehörige der jeweiligen Titularnation ansah, zur Einwanderung gezwungen wurden.
Die Konvention über den Bevölkerungsaustausch zwischen Griechenland und der Türkei wurde in Lausanne am 30. Januar 1923 von den Regierungen Griechenlands und der Regierung der Großen Nationalversammlung der Türkei unterzeichnet. Sie betraf 1,6 Millionen Personen (etwa 1,2 Millionen anatolische Griechen und 400.000 Muslime in Griechenland).
Der Vertrag hatte für die meisten Betroffenen rückwirkende Bedeutung: Er galt auch für alle muslimischen Griechen bzw. griechisch-orthodoxen Osmanen, die seit dem Ausbruch des Ersten Balkankrieges am 18. Oktober 1912 ins andere Land geflohen waren (Artikel 3). Nach der Niederlage der griechischen Armee in West-Anatolien im September 1922 und dem Brand von Smyrna war bereits die große Mehrheit der kleinasiatischen Griechen vertrieben worden. Die Vertreibung der Pontosgriechen von der türkischen Schwarzmeerküste dauerte zu Beginn der Verhandlungen in Lausanne noch an. Nach Berechnungen von Nikolaos Andriotis kamen im Herbst 1922 über 900.000 Flüchtlinge in Griechenland an (darunter 50.000 Armenier).

## Hintergrund
Alle betroffenen Gebiete gehörten bis ins späte 19. Jahrhundert (Thessalien) bzw. frühe 20. Jahrhundert zum Osmanischen Reich. Durch den Ersten Balkankrieg konnte Griechenland sein Territorium um Teile der osmanischen Provinz Ostrumelien sowie um Epirus, Kreta und die Inseln im Ägäischen Meer vergrößern. Am Ende des Ersten Weltkrieges kamen noch der östliche Teil der Region Mazedonien, der seit 1912 zu Bulgarien gehört hatte, sowie Westthrakien hinzu. Die muslimische Bevölkerung dieser Regionen wurde damit zur Minderheit und die ägäischen Inseln sowie Thrakien zu Grenzregionen zwischen Griechenland und dem Osmanischen Reich.
Der türkische Teil der Zwangsumsiedlung war eine Spätfolge des Ersten Weltkrieges. Das Osmanische Reich hatte den Ersten Weltkrieg verloren und 1920 den Vertrag von Sèvres unterzeichnet, der nur noch einen kleinen osmanischen Rumpfstaat in Anatolien und verschiedene Besatzungszonen vorsah. Gegen die Umsetzung dieses Vertrages führte die türkische Nationalbewegung unter Mustafa Kemal Pascha erfolgreich den Türkischen Befreiungskrieg. Ziel der Nationalbewegung war ein unabhängiger Staat mit muslimischer Mehrheitsbevölkerung innerhalb der Grenzen des Nationalen Paktes. Der Pakt lehnte armenische und griechische Territorialansprüche auf Teile Anatoliens und Thrakiens strikt ab. Da solche Ansprüche immer mit Hinweis auf Bevölkerungsanteile erhoben wurden, gehörte es zur Politik der türkischen Nationalbewegung, diese abzuwehren, indem sie die Minderheiten in den von ihr kontrollierten Gebieten gezielt vertrieb. Mit dem Sieg der türkischen Nationalbewegung war der Vertrag von Sèvres endgültig überholt; es musste ein neuer Friedensvertrag verhandelt werden. Zu diesem Zweck wurde die Friedenskonferenz in Lausanne organisiert, an der neben Griechenland und der Türkei auch alle Siegerstaaten des Ersten Weltkrieges teilnahmen. Auf dieser Konferenz wurde im Januar 1923 die Konvention über den griechisch-türkischen Bevölkerungsaustausch ausgehandelt und unterzeichnet. Die Friedensverhandlungen wurden danach fortgesetzt und der Vertrag von Lausanne im Juli 1923 unterschrieben.

## Vertreibungen
Als am 1. Mai 1923 der Austausch in Kraft trat, war bereits der größte Teil der griechisch-orthodoxen Vorkriegsbevölkerung der ägäischen Türkei vertrieben. Die Mehrheit wurde mit der sich zurückziehenden griechischen Armee vertrieben und floh nach der Einnahme von Izmir von den Küsten aus nach Griechenland. Faktisch betraf der Austausch daher nur noch die verbliebenen Griechen Zentralanatoliens (sowohl griechisch- als auch türkischsprachig), des Pontos und von Kars – insgesamt 189.916 Menschen. Umgekehrt wurden 354.647 Muslime von Griechenland in die Türkei umgesiedelt. Offizielle Statistiken zählten in der Türkei später 499.000 Ausgetauschte aus Griechenland. Die Differenz zwischen beiden Zahlen ergibt sich vermutlich daraus, dass ungefähr 150.000 von ihnen schon seit Beginn der Balkankriege eingewandert waren.
In Griechenland wurde die Zwangsumsiedlung als Teil der als Kleinasiatische Katastrophe (Μικρασιατική καταστροφή) genannten Ereignisse betrachtet – die endgültige Vertreibung der kleinasiatischen Griechen markiert darin das Ende einer Reihe von Zwangsmaßnahmen, die bereits während der Balkankriege begann und sich während des Ersten Weltkrieges mit den Griechenverfolgungen im Osmanischen Reich fortsetzte. Diese fanden schon vor und später auch zeitgleich mit dem Völkermord an den Armeniern statt.
Von den Vertreibungen am Ende des griechisch-türkischen Krieges waren auch Menschen betroffen, die später nicht in die Austauschkonvention aufgenommen wurden. Hierzu zählen die überlebenden Armenier, insbesondere aus Izmir/Smyrna, und Griechen, die die griechische Staatsbürgerschaft hatten.

## Betroffene Gruppen
Die Konvention betraf fast alle griechisch-orthodoxen Christen (griechisch- oder türkischsprachig) aus Kleinasien, die bis 1912 vor allem an den Küsten, in kleineren Gruppen aber auch im Binnenland gewohnt hatten. Eine besondere Gruppe waren die kappadokischen Griechen, die Karamanlı (Καραμανλήδες) oder Karamanliden, welche türkischsprachige griechisch-orthodoxe Christen waren, die Türkisch mit griechischer Schrift schrieben. Sie wurden erst nach Unterzeichnung der Austauschkonvention unter vergleichsweise geordneten Bedingungen umgesiedelt.
Die meisten anderen griechisch-orthodoxen Christen Anatoliens, nämlich diejenigen aus der Region Ionien (Izmir und Aivali), der Region Pontus (Trabzon, Samsun), der ehemaligen russischen Kaukasusprovinz Kars (Oblast Kars), Bursa, der Region Bithynien (v. a. Nikomedia/İzmit), Chalcedon (Kadıköy) und aus Ostthrakien, lebten bereits in Griechenland, als die Lausanner Konferenz begann. Diejenigen, die von der Ägäisküste stammten, hatten ihre Heimat oftmals schon 1913–14 verlassen, als die jungtürkische Regierung sie von dort vertrieb, waren dann aber zurückgekehrt. Sie wurden zusammen mit der restlichen christlich-orthodoxen Bevölkerung zwischen 1920 und 1922 endgültig vertrieben, als die türkische Armee im Zuge des griechisch-türkischen Krieges Westanatolien zurückeroberte.
Als Kriterium für den Bevölkerungsaustausch diente die Religion, nicht die Ethnizität oder die Muttersprache. Daher betraf die Zwangsumsiedlung auch unter den Muslimen viele Gruppen, die nicht als Türken galten bzw. sich selbst nicht als solche ansahen. Unter den etwa 500.000 Menschen, die aus Griechenland stammten, waren türkischsprachige Muslime, aber auch Roma, Pomaken, Çamen, Meglenorumänen, Vallahaden und die jüdischstämmigen Dönme, deren Vorfahren im 17. Jahrhundert zum Islam konvertiert waren, sowie die griechischsprachigen Muslime aus Kreta. Zu ihnen gehörten auch die Afro-Kreter, deren Vorfahren zur Zeit des Osmanischen Reiches versklavt und nach Kreta gebracht worden waren. Auch unter den betroffenen Muslimen gab es einerseits solche, die schon seit Beginn der Balkankriege geflohen waren und andererseits diejenigen, die erst nach Unterzeichnung der Austauschkonvention relativ geordnet umgesiedelt wurden.

## Ausnahmen
Ausgenommen von der Zwangsumsiedlung waren der Konvention zufolge die Muslime Westthrakiens (Westthrakientürken), die Griechen Istanbuls (gleich welcher Staatsangehörigkeit, sofern sie nachweisen konnten, dass sie seit 1918 dort gelebt hatten), sowie die griechisch-orthodoxe Bevölkerung der Inseln Tenedos (Bozcaada) und Imbros (Gökçeada) (Art. 2). Die muslimischen Tschamen (Albaner in Griechenland) wurden 1926 als „albanischstämmig“ klassifiziert und damit von der Zwangsumsiedlung in die Türkei ausgenommen. Ebenfalls bleiben durften einem Beschluss der Gemischten Kommission von 1928 zufolge die arabischsprachigen griechisch-orthodoxen Einwohner im Süden der Türkei, da sie nicht dem Istanbuler Patriarchat unterstanden.
Als Bewohner des osmanischen Vielvölkerreiches waren viele Menschen mehrsprachig und verstanden sich selbst nicht als Teil einer Nation. Die Religion dagegen konnte eindeutig festgestellt werden. Damit war die Konversion ein Weg, die Zwangsumsiedlung zu vermeiden. Für christliche Frauen in der Türkei gab es auch die Möglichkeit, einen Muslim zu heiraten und damit Teil seines Haushalts zu werden. Tatsächlich kam es in der Türkei, als sich die Kunde von dem geplanten Austausch verbreitete, zu einer auffälligen Zahl von Konversionen und interreligiösen Eheschließungen. Die türkische Regierung erkannte allerdings später nur solche Ehen als Bleibegrund an, die vor Unterzeichnung der Austauschkonvention geschlossen worden waren, und zwar unabhängig davon, ob die Frauen konvertiert waren oder nicht.
Nachdem sie auf der Lausanner Konferenz dem Bleiberecht der Istanbuler Griechen zugestimmt hatte, forderte die türkische Delegation, dass das Ökumenische Patriarchat in den Bevölkerungsaustausch einbezogen werden sollte. Das hätte bedeutet, dass es von Istanbul, wo es seit byzantinischer Zeit ansässig war und ist, nach Griechenland hätte umziehen müssen. Zeitgleich wurde versucht, den in Zentralanatolien ansässigen, türkischsprachigen Karamanlı-Christen eine Bleibeperspektive zu geben, indem ein türkisch-orthodoxes Patriarchat gegründet wurde. Die türkischen Verhandler konnten sich mit der Forderung nach einer Ausweisung des Ökumenischen Patriarchats jedoch nicht durchsetzen und die Karamanlı wurden in die Zwangsumsiedlung einbezogen. Nur die Familie des von der Türkei anerkannten türkisch-orthodoxen Patriarchen, Baba Eftim I., durfte im Land bleiben.
Nicht betroffen von der Vereinbarung waren die auf Kos und Rhodos ansässigen Türken, da der Dodekanes zu dieser Zeit zum Königreich Italien gehörte, so dass sich auf diesen Inseln bis heute eine türkischsprachige, muslimische Minderheit erhalten hat.

## Integration der Betroffenen
Die Vertriebenen bzw. Umgesiedelten hatten in beiden Ländern für lange Zeit mit erheblichen Problemen zu kämpfen. Das betraf ganz besonders diejenigen Gruppen, die mit ihrer Sprache und Kultur nicht den Erwartungen des Aufnahmelandes entsprachen. In Griechenland wurden türkischsprachige Migranten ebenso wie die Pontusgriechen, deren Sprache sich stark vom Neugriechischen unterschied, aufgrund ihrer Sprache diskriminiert. Die Erfahrung von Armut, Ablehnung und Arbeitslosigkeit der Migranten führten in den großen Städten zur Bildung einer Subkultur, in der der Musikstil Rembetiko entstand. Bis weit in die zweite Hälfte des 20. Jahrhunderts identifizierten sich viele Griechen, die aus Flüchtlingsfamilien stammten, mit dieser Herkunft.
In der Türkei wurden die griechischsprachigen Muslime aus Kreta lange Zeit ebenfalls diskriminiert. Eine punktuelle Organisierung der Flüchtlinge lässt sich für die 1920er Jahre nachweisen, nicht jedoch für die Jahrzehnte danach. Das hängt möglicherweise damit zusammen, dass die Ausgetauschten einen vergleichsweise kleinen Teil der Bevölkerung ausmachten, was ihre Integration erleichterte. Auch verbesserte sich ihre wirtschaftliche Lage vermutlich schneller als die der Zwangsmigranten in Griechenland. Seit 1999 gibt es in Istanbul wieder eine zivilgesellschaftliche Organisation, in der sich Nachfahren der Zwangsmigranten aus Griechenland zusammengeschlossen haben. Sie organisieren Reisen und kulturelle Veranstaltungen, häufig auch zusammen mit griechischen Partnerorganisationen.

## Nachwirkung
Die Muslime in Westthrakien (geschätzt etwa 105.000–120.000) und die moslemischen Tschamen-Albaner wurden von dem Bevölkerungsaustausch offiziell ausgenommen, ebenso die etwa 110.000 Griechen Konstantinopels (Istanbul) sowie die Bevölkerung der Ägäis-Inseln Imbros (Gökçeada) und Tenedos (Bozcaada). In den folgenden Jahrzehnten wurden die betroffenen Bevölkerungsteile in der Türkei und in Griechenland dennoch mit verschiedenen Maßnahmen diskriminiert und mehr oder weniger zur Auswanderung gedrängt.
Aufgrund verschiedener Strafmaßnahmen begannen die griechischen Bevölkerungsanteile in der Türkei zu schrumpfen. Ein Parlamentsbeschluss in der Türkei von 1932 schloss griechische Bürger von dreißig Handels- und anderen Berufen aus. Der größte Teil des Eigentums vertriebener Griechen wurde von der türkischen Regierung konfisziert, indem es als „aufgegeben“ deklariert oder die Eigentümer per Gerichtsbeschluss als „Flüchtlinge“ bezeichnet wurden. Zwischen 1942 und 1944 wurde eine Vermögenssteuer (Varlık Vergisi) erhoben, die wegen der höchst ungleichen Steuersätze für verschiedene Bevölkerungsgruppen vor allem Nichtmuslime in der Türkei belastete. Diese Steuer diente auch dazu, das ökonomische Potenzial der ethnisch griechischen Geschäftspersonen in der Türkei zu reduzieren. Vor allem das Pogrom von Istanbul von 1955, das hauptsächlich gegen die griechische Gemeinde gerichtet war, forcierte die Auswanderung der Griechen. Während 1923 noch 110.000 Griechen in der Türkei gelebt hatten, waren es 1992 nach einer Schätzung von Human Rights Watch nur noch 2.500.
Auch die Türken in Griechenland hatten unter diskriminierenden Maßnahmen zu leiden, die darauf abzielten, sie aus Griechenland zu vertreiben oder zumindest ihre Integration in die Gesellschaft zu behindern. Das Gesetz über die Staatsangehörigkeit ermöglichte laut Artikel 19 dem Staat, nicht-ethnischen Griechen die Staatsangehörigkeit willkürlich zu entziehen. Im Zeitraum von 1955 bis zur Streichung des Artikels 1998 verloren auf diese Weise etwa 60.000 Türken ihre griechische Staatsangehörigkeit. 1951 hatten laut offizieller Volkszählung 112.665 Türken in Griechenland gelebt, 1999 waren es schätzungsweise 80.000 bis 120.000. Ohne Auswanderung wäre jedoch im Jahr 1999 eine Zahl von etwa 300.000 zu erwarten gewesen (ausgehend von rund 110.000 Türken im Jahr 1951 bei einer vorsichtig geschätzten Wachstumsrate von 2 % pro Jahr ohne Auswanderung). Anzumerken ist, dass die Folgen des griechischen Bürgerkriegs im selben Zeitraum auch zu einer erheblichen Auswanderung ethnischer Griechen aus Griechenland geführt hatte, insbesondere aus dem strukturschwachen Norden Griechenlands, wo auch viele Türken wohnten.
Die Bevölkerungsstruktur Kretas veränderte sich ebenfalls stark. Griechisch- und türkischsprachige muslimische Einwohner Kretas zogen weg, vor allem an die anatolische Küste, aber auch nach Syrien, in den Libanon und nach Ägypten. Andererseits kamen Griechen aus Kleinasien, vor allem Izmir, nach Kreta, wobei sie ihre typischen Dialekte, Bräuche und Küche mitbrachten.
Laut dem britischen Journalisten Bruce Clark, Verfasser eines Standardwerks über den Bevölkerungsaustausch, sahen sowohl die Regierungen Griechenlands als auch der Türkei die ethnische Homogenisierung ihrer jeweiligen Staaten als positiv und stabilisierend, da es ihnen half, das Bild eines Nationalstaats zu errichten.